# Podalonia
Podalonia is een geslacht van vliesvleugelige insecten van de familie Langsteelgraafwespen (Sphecidae).

## Soorten
- P. affinis

Gewone aardrupsendoder (W. Kirby, 1798)
- P. alpina (Kohl, 1888)
- P. atrocyanea (Eversmann, 1849)
- P. fera (Lepeletier, 1845)
- P. hirsuta

Ruige aardrupsendoder (Scopoli, 1763)
- P. luffii

Duinaardrupsendoder (Saunders, 1903)
- P. mauritanica (Mercet, 1906)
- P. merceti (Kohl, 1906)
- P. minax (Kohl, 1901)
- P. rothi (Beaumont, 1951)
- P. tydei (Le Guillou, 1841)